# Нигритци
Нигритци (единствено число Нигритец, Нигритка, на гръцки: Νιγριτινοί, нигритини, единствено число, мъжки род Νιγριτινός) са жителите на град Нигрита, Егейска Македония, Гърция. Това е списък на най-известните от тях.

## Родени в Нигрита
А — Б — В — Г — Д –
Е — Ж — З — И — Й –
К — Л — М — Н — О –
П — Р — С — Т — У –
Ф — Х — Ц — Ч — Ш –
Щ — Ю — Я

### А
- Агора Рафте (15 март 1890 – 9 януари 2007), румънска столетница[1]
- Атанасиос Аргирос (1859 – 1945), гръцки общественик

### В
- Вирон Леондарис (1932 – 2014), гръцки поет, критик и юрист

### Г
- Георгиос Киропластис (? – 1991), гръцки просветен деец
- Геракина Рокани (1854 – 1870), легендарна гръцка фигура

### Д
- Димитриос Даманис (1858 – 1923), гръцки общественик

### И
- Ириней Аврамидис (р. 1956), гръцки духовник

### К
- Костас Куфоягос, гръцки певец

### С
- Стратос Дионисиу (1935 – 1990), гръцки певец

## Починали в Нигрита
- Георги Вълчев Крусев, български военен деец, поручик, загинал през Междусъюзническа война[2]

## Свързани с Нигрита
- Ангелос Дионисиу (р. 1957), гръцки певец, по произход от Нигрита
- Вана Пляку, гръцки политик, кмет на дем Висалтия, по произход от Нигрита
- Диамадис Дионисиу (р. 1977), гръцки певец, по произход от Нигрита
- Стельос Дионисиу (р. 1974), гръцки певец, по произход от Нигрита
- Умвертос Аргирос (1882 – 1963), гръцки художник, по произход от Нигрита